# حرثا (إربد)
حرثا (وتعني العسكر أو المعسكر في اللغة الآرامية) وتسمى أيضا القويلبة، بلدة تقع في شمال الأردن بالقرب من الحدود السورية، وتتبع إداريا لبلدية الكفارات في لواء بني كنانة. تبعد 18 كيلو عن مدينة إربد و 100 كم عن العاصمة عمان. يحدها من الشمال نهر اليرموك وهو أحد أهم مصادر المياه بالنسبة لها، وترتفع 440 متر عن سطح البحر، وبلغ عدد سكانها عام 2018 عشرة آلاف نسمة.
تتألف من ثلاث مناطق وهي أم العمد وتل أبيلا ووادي أبيلا (القويلبة)، وهي متنوعة التضاريس ما بين السهل المنبسط والتل الخفيف والوادي، مما أكسبها مزيدا من الأفضلية في الزراعة والحصاد المائي.
تشتهر المدينة اليوم بزراعة الزيتون وبأشجار الزيتون الرومانية. مرت على حرثا أقوام وحضارات كثيرة وأهمها: البيزنطيون والرومان والإغريق (قبل الإسلام) والعرب ما بعد الإسلام. ويبلغ عدد سكانها اليوم سبعة آلاف نسمة، كما تحتوي حرثا على سد مهم جدا هو سد الوحدة المشترك بين سوريا والأردن، والذي يقع على الحدود السورية.
كما تشتهر القرية بآثارها، حيث تحتوي حرثا على مدينة أبيلا الرومانية الأثرية وهي إحدى مدن الديكابولس العشرة التي يرجع تاريخها إلى آلاف السنين.

## التسمية
عرفت مدينة حرثا سابقا بالاسم الروماني (أبيلا) وقد جرى استخدامه بالعربية على حاله دون تغيير، أما اسم (أبيلا) فهو تحوير للاسم العبري (تل أبيل /هابيل) والذي يعني التدفق الدائم للمياه أو مجرى المياه أو القناة المائية وهذا يوافق الطبيعة الطبوغرافية لأبيلا، إذ تضم المدينة (عين القويلبة) وهي مصدر مياهها الطبيعي والمتجدد، ويأتي اسمها من الكلمة العربية “القليب” وتعني البئر و”قويلب” تصغير البئر، ولهذا يرجح  المستكشف نيلسون جلوك أن تكون مدينة أبيلا هي موطن نبوءة النبي إيليا المذكور في العهد القديم لأنها تطابق المواصفات المذكورة فيه، الأمر الذي ربما يدل على المكانة التي حظيت بها هذه المدينة في العصور الماضية.
أما الاسم الحالي (حرثا) فهناك نظريتان لتفسيره: الأولى أنه عربي من الجذر (حرث) ويعني قلب التربة لتجهيزها للزراعة وهو يناسب طبيعة المدينة وما اشتهرت به من إنتاج زراعي وفير، والأخرى أنه اسم سرياني يعني “ديار الحارث” والحارث هو أشهر ملوك الغساسنة.
كما عرفت بعدة أسماء أخرى مثل: (آبل الزيت) و (قويلبة) و (رافانا) و (تل أبيل). أما كلمة (آبل) فهو اسم أربعة مواضع، الأول بحمص من جهة القبلة، بينها وبين حمص نحو ميلين، والثاني بدمشق في غوطتها من ناحية الوادي، وهي (آبل السوق)، والثالث ببانياس (وهي آبل القمح) بين دمشق والساحل، والرابع: قرب الأردن، وهو آبل الزيت من مشارف الشام. وآبل: كلمة سامية تعني (المرج) وقيل إن معناها (روض)، وقد ذكر ياقوت الحموي آبل القمح وآبل السوق وآبل القريبة من حمص ولم يذكر آبل الزيت، غير أن البستاني في كتابه (دائرة المعارف) ذكر أن آبل الزيت هي نفسها آبل القمح، وإن ياقوت الحموي جعلهما اثنتين.

## تاريخ
كانت (أبيلا) أو (آبل الزيت) إحدى المدن في حلف المدن العشرة الذي أقيم في عهد الإمبراطور بومبيوس الكبير عام 64 ق.م، أقيمت حرثا على أنقاض مدينة (أبيلا) التي ازدهرت أيام الرومان، وكانت قبلهم وبعدهم مأهولة بالسكان، ففي حرثا الكثير مما يتعلق بآثار الحضارات التاريخية الأخرى التي بادت منها: المؤابيون والعمونيون والآشوريون والآراميون والحثيون والرومان حتى جاء الفتح الإسلامي، فحرثا في اللغة الآرامية تعني المعسكر، وهو مما يدل أنها كانت من أهم المراكز لقيادة جيوش تلك الممالك والإدارات، وقيل إن حرثا كانت العاصمة العسكرية لجيوش مملكة الحثيين.

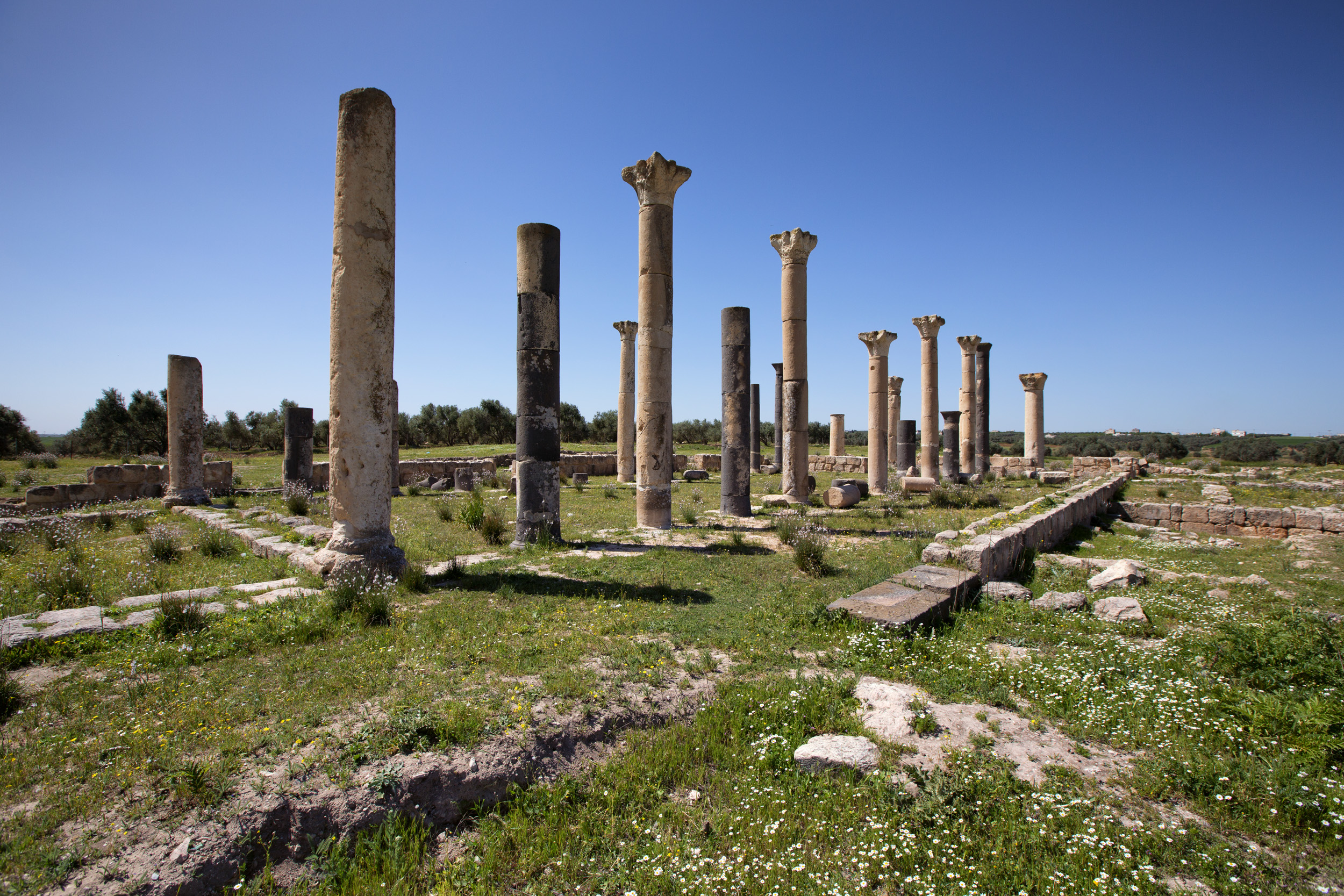
كنيسة من القرن السادس عثر عليها في تل أبيلا

تحضرت قرية حرثا قبل غيرها من التجمعات البدوية في الأردن ومنذ العصر الروماني الأول، وكانت قبل هذا في العصر البرونزي المبكر (3300-2300ق.م) منطقة عشوائية السكن، أما في العصر البرونزي الحديث (1950ق.م) فقد كان الاستيطان البشري واسعاً في منطقة العيون الشمالية التي أطلق عليها اسم (آبل الزيت) أي أرض الزيت، وقد سميت بهذا الاسم بسبب كثرة أشجار الزيتون فيها.
وقد دلت الآثار التي اكتشفت بالصدفة في منطقة حرثا أثناء البناء أو التجريف على أن أصحابها كانوا يتمتعون برؤوس كبيرة وذلك من خلال الجماجم التي عثر عليها في أرض البلدة، وتمتاز مناطق حرثا بكهوفها الكثيرة، لذا كانت مرتعاً للحيوانات البرية كالأسود والدببة والنمور التي كانت تعيش في كهوف وغابات أقصى الشمال في الأردن وتنتقل من طبريا إلى مناطق المياه حتى تل شهاب والمزيريب وبردى، كان الإمبراطور الروماني ديسيوس (449-521م) قد أتى بأعداد كبيرة من الحيوانات من إفريقيا وأطلقها في المناطق القريبة من نهر اليرموك لتخويف البدو.
أما سكان حرثا القدامى فكانوا بلا عقائدية دينية ثابتة، فمرة يعبدون (بلاس) الهة ام قيس (جدارا) ومرة يعبدون (هراقيس) الهة تل الكفارات (ابيلا) ومرة يعبدون (عشتروت) الهة الجولان وحوران، وعلى الرغم من أن المسيح قد زار (ام قيس) و (تل الكفارات) إلا أن المسيحية لم تر النور الا بعد عام 70م، وكانت حبراص وخربة فحل من أولى المناطق التي اعتنقت المسيحية، أما المناطق ذات الأغلبية البدوية فلم تعتنق المسيحية إلا بعد عام 243م أي بعد اعتناق الإمبراطور الروماني فيليب الأول الديانة المسيحية، أما القبائل العربية التي تحولت إلى المسيحية فهي قبيلة الغساسنة وقبائل رفيدة التي سكنت قرية حرثا وامتد توسعها إلى قرية الرفيد وسميت باسمها.

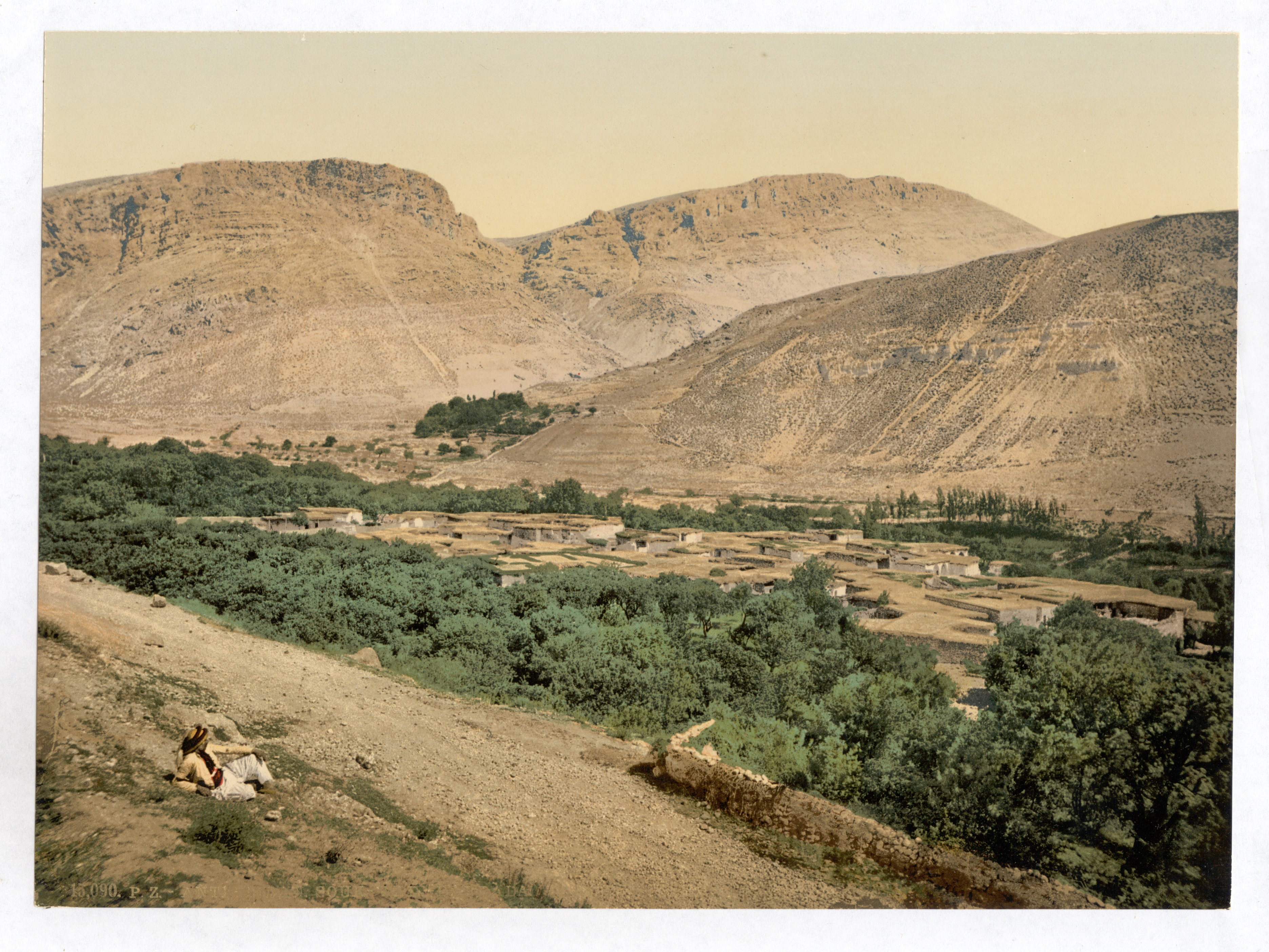

تعد (القويلبة) العلامة التاريخية الحضارية والأثرية لقرية (حرثا)، وهي المكان الأساسي لتواجد السكان، أما مكان القرية الحالية فكان معسكرات للجيش الروماني ورثتها عن القوى الاستعمارية التي سبقت، وترتبط قويلبة بنفق طويل مع (دير كفرسوم) الذي كان من أهم المراكز الدينية في المنطقة، ويبدو أن هذا النفق كان لأغراض عسكرية أو لاختصار المسافة بين حرثا وكفرسوم التي كانت مرتبطة أكثر بعامل الروم في أم قيس.
وقد كشفت الحفريات الأثرية في موقع قويلبة التي نفذتها البعثة الأمريكية من معهد اللاهوت في سانت لويس بالتعاون مع دائرة الآثار العامة الأردنية، عن الجدار الشمالي لكنيسة بنيت في القرن السابع أو الثامن الميلادي، كما كشفت الحفريات عن تسلسل طبقي لموقع (تل ابيل) منذ أقدم فترات الاستيطان فيه، كما كُشف عن جدران في الطبقات العليا مشيدة من الحجر الكلسي يعتقد انها تعود إلى الفترة البيزنطية، وعثر أيضاً على معظم المدفن على هذه الضفة الشرقية وعلى مدافن شمسية مقطوعة في الصخر وعلى معصرة زيتون يمكن النزول اليها بواسطة درجات من الحجر الجيري أو الكلس، وتضم القويلبة التل الرئيسي المسمى قديما (تل ابيل) والخربة، والوادي، وعلى الضفة الشرقية من الوادي الرئيسي توجد مئات المدافن وقيل ان موقع القويلبة يمثل جميع الحضارات التاريخية.

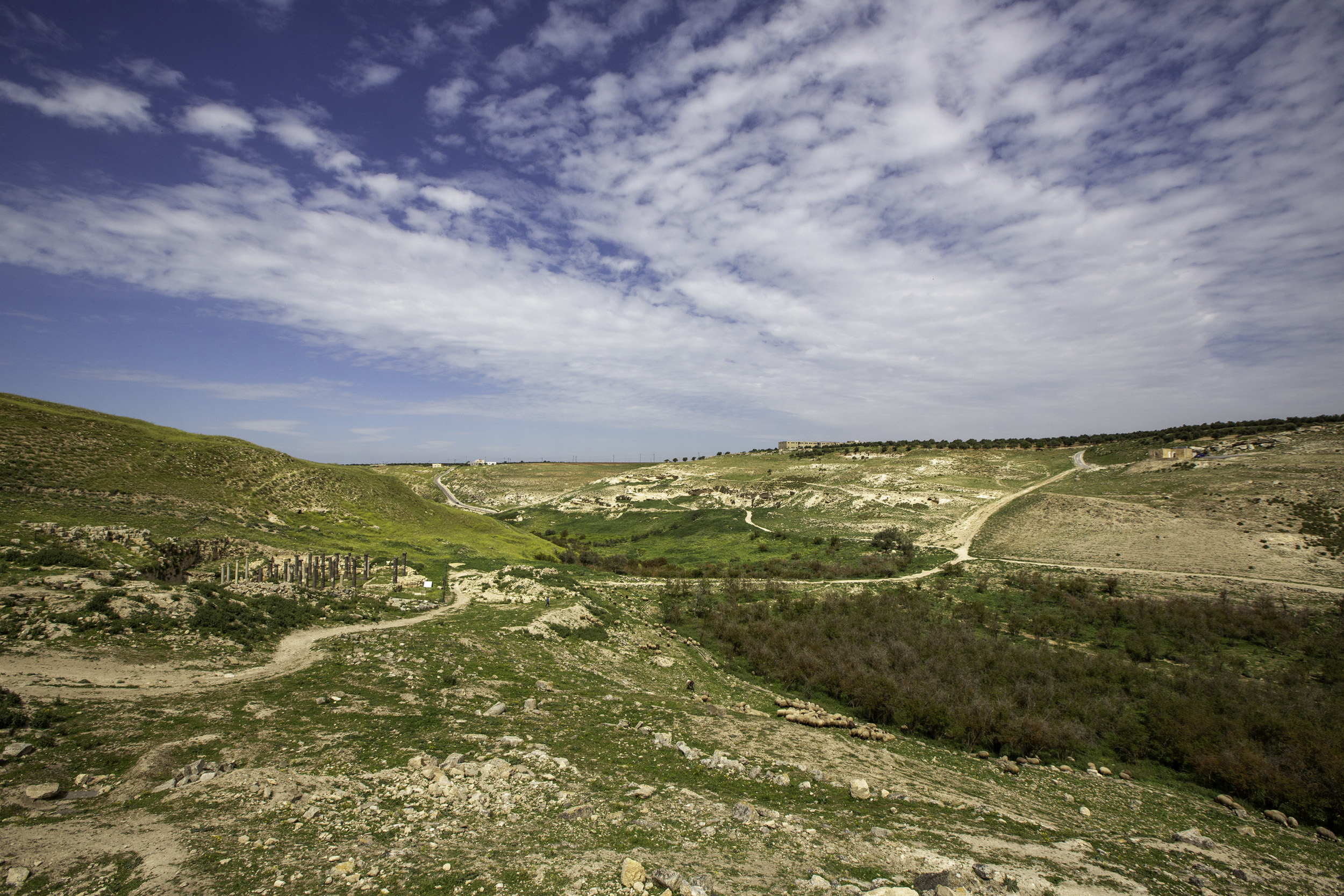

وبعد أن تمكن النبي محمد من السيطرة الكاملة على الجزيرة العربية أصبحت حرثا هدفاً استراتيجياً له فقد كانت مركزا مهما للجيوش الرومانية ومن مواقعها كان الرومان يرفدون حملاتهم عند اطراف الجنوب الأردني، فكانت معركة مؤتة مقدمة للوصول إلى المنطقة (القويلبة) وتحقق حلم النبي محمد على يد شرحبيل بن حسنة ولم يتحقق في الحملة الأولى والثانية. يقول البلاذري في كتابة (فتوح البلدان): «وفي أيار عام 632م الموافق 11 صفر ضرب النبي على الناس بعثا وأمر عليهم أسامة بن زيد وأمره أن يقاتل الروم في آبل الزيت من مشارف الشام، وآبل الزيت هو نفسه (تل ابيل)»
واختلف المؤرخون عن الموقع الذي يؤلفه ويشكله هذا (التل). فقال ياقوت الحموي: ان آبل الزيت هو القويلبة، وقال البشاري في كتابة (احسن التقاسيم في معركة الاقاليم) أن آبل الزيت هي مناطق وادي خالد، وعلى كل حال هزم البيزنطيين في القويلبة على يد شرحبيل بن حسنة، وانسحبت القوات البيزنطية إلى مناطق حوران والجولان قبل ان يصلها الجيش العربي الإسلامي.
ومنذ الفتح الإسلامي وحتى العهد المملوكي والايوبي عاشت المنطقة مثل بقية المناطق الأردنية حيث انصب الجهد الإسلامي على تعزيز الإسلام في المنطقة، وحظيت مناطق إربد بما فيها حرثا باثنين من الدعاة هما المقداد بن عمرو الذي اتخذ من قرية حاتم مقرا له، وابو الدرداء الذي كان يتنقل بين قريتي كفرسد وحبراص إلى أن توفي ودفن في كفر أسد.
وفي العهد المملوكي حظيت المنطقة بشيء من الاهتمام خاصة في عهد السلطان الناصر الذي عين الشيخ أحمد بن يوسف الحبراصي بمنصب الأمر بالمعروف والناهي عن المنكر، وكان يزور حرثا ويتفقد أحوال أهلها ولكنه اهتم أكثر بقرية حبراص مسقط رأسه حتى أصبحت حبراص من أهم وأكبر المدن في المنطقة بعد الكرك مركز الامارة. وفي عهد السلطان صلاح الدين الايوبي أخذت حرثا مكانتها الكبيرة حيث كانت من أهم مواقع تجمع وانتشار جيش صلاح الدين قبل معركة حطين، وكانت حرثا من أهم مواقع مرور قوافل التموين، وفي العهد العثماني وتحديدا في القرن السادس عشر بدأت الهجرات العربية لعشائر الحجاز تتجه إلى الأردن، وكان من نصيب الكفارات عدة عشائر بقيادة العبيدات حيث استوطنت بالأماكن القريبة لمواقع المياه وبخاصة في كفرسوم وحرثا وحبراص والرفيد ويبلا حيث تقاسم هذه القرى السبعة المعروفين بأخوة موزة وعمهم الشيخ بكار.
وانفردت حرثا عن بقية القرى المجاورة باحتواءها على أفراد من بقايا جيش إبراهيم باشا الذي احتل الأردن عام 1832م وخرج منها عام 1842م وتعرف الآن عائلتهم باسم (المصري) نسبة إلى الجيش المصري، ومن المعروف أن الكثير من الجنود المصريين بقوا في الأردن وفلسطين وسوريا.
وبعد الثورة العربية الكبرى عام 1916م والحرب العالمية الأولى عام 1914م ومؤامرة الحلفاء على مشروع ثورة الشريف حسين بتقسيم البلاد المعروفة ببلاد الشام والعراق قامت ثورة كبرى في الجولان بقيادة أحمد مريود واللواء علي خلقي الشرايري، وشارك فيها عشرة فرسان من حرثا تم اختيارهم من قبل الشيخ قويدر سليمان عبيدات بالإضافة إلى عشرين آخرين تم اختيارهم من قبل الشيخ كايد مفلح عبيدات والشيخ خلف الطوالبة من سحم، وفي 20 نيسان 1920م هبت حرثا هبة واحدة بكافة شبابها للمشاركة في ثورة الشيخ كايد المعروفة بواقعة سمخ، والتي قتل فيها الشيخ كايد.
وعندما وقعت مشكلة الحدود وتحديد المراعي بين الأردن وسوريا شارك ثلاثة من مشايخ حرثا في الاجتماع العشائري الذي عقد في السويداء، وفي الاجتماع الثاني الذي عقد في الرمثا، وفي الاجتماع الثالث الذي عقد في المزيريب خلال شهر تشرين الأول عام 1921م، وكان الجانب الأردني يتألف من 19 زعيما منهم تركي الكايد العبيدات، وقويدر سليمان عبيدات، وسليمان السودي، وحسين الطوالبة وساري الحسين من عقربا. اما دور حرثا في نصرة المقاتلين السوريين فكان مميزاً، فالرسالة التي بعثها زعيم الثورة الحورانية محمد فياض المذيب من قرية حرثا إلى أحمد مريود الذي كان يقيم في عمان بصفته وزيراً في حكومة الأمير عبد الله تؤكد على مستوى الدعم الذي كان يقدم للمجاهدين.
وكان الأمير عبد الله يزور حرثا كثيراً، وقيل أنها كانت محطته عندما يزور لواء عجلون (حيث كان يسمى هكذا آنذاك)، وكان في كل مرة يحضر معه سجادة عجمية يهديها لديوان الشيخ قويدر السليمان، وتعاتب معه أكثر من مرة وبخاصة عندما طرد المجاهد أحمد مريود من الأردن حيث كان صديقاً وفياً لعشيرة العبيدات، وقيل أن الشيخ قويدر حاول تسديد الديون للبنك الزراعي عن المجاهد أحمد مريود إلا أن الأمير عبد الله قام بتسديد هذا المبلغ.
وفي الحرب العالمية الثانية وتحديدا عام 1945م انتقل الجنرال الفرنسي ديغول من بيروت إلى السويداء إلى درعا ومنها إلى حرثا واقام فيها أكثر من أسبوع، ونزل في ضيافة (الشيخ محمد الداوود)، وبعد تحرير فرنسا انتخب ديغول رئيساً لها ووجه رسالة شكر وامتنان إلى الشيخ محمد الداوود وإلى أهالي حرثا ورحب بهم كضيوف على الحكومة الفرنسية.
وتنتشر على الطرف الشرقي لقرية حرثا مقابل أثرية محفورة في الصخر، وبعضها ذات أبواب بازلتية، وتكسو جدران بعضها قصارة تعلوها رسومات جدارية ذات ألوان زاهية. وقد عثر في المنطقة على أوان فخارية وأسرجة وتماثيل وأوان زجاجية وحلي وأساور وعقود. كما تمتاز القرية بانتشار اللوحات الفسيفسائية في أرجائها، وتمثل إحدى هذه اللوحات رسماً مزخرفاً لدبين يأكلان قطف عنب، وهناك رسومات أخرى كثيرة لغزلان وشخصيات. وتوجد في القرية بقايا كنيستين بيزنطيتين.

## المعالم الأثرية
- تنتشر على الطرف الشرقي للمدينة المقابر الأثرية محفورة في الصخر والبعض منها ذا أبواب بازلتية تكسو جدرانها قصارة وبعضها تعلوها رسومات جدارية ذات ألوان زاهية ويوجد أوان فخارية وأسرجة وتماثيل وأوان زجاجية وحلي وأساور وأقرطة وعقود وردية.
- أيضا تمتاز قويلبة بانتشار لوحات فسيفسائية في المدينة جاء في إحداها رسم مزخرف لِدبّين يأكلان قطفا من عنب إضافة إلى وجود رسومات كثيرة لغزلان ورسوم لشخصيات مرموقة وقد كتب تحت كل لوحة أو رسم اسم صاحبها
- تكثر في السفح الغربي الجرار الفخارية التي صممت لوضع رفات الأموات بداخلها
- وأقام سكان المنطقة القدماء جسرا حجريا ليتم ربط الجانب الغربي بالشرقي
- توجد بها بقايا كنيستين بيزنطية

بالرغم من هذه الاكتشافات لا تزال معظم آثار أبيلا مدفونة تحت الأرض وتتعاقب عليها فرق أثرية من جميع أنحاء العالم لاستكشافها.

### الكنائس
كنيسة المنطقة B (شرق المسرح):

مخطط كنيسة المنطقة B

مخطط كنيسة المنطقة A

مخطط كنيسة المنطقة E

أنشئ البناء على مخطط البازيليكي AIa وتبلغ أبعاده (18.70*24.50م)، ويمثل المخطط صالة وسطى وجناحين، أما الأعمدة فلم يبقى لها أثر، والمحراب نصف دائري بارز، وله مجاز يقع في جهة الغربية بعرض 4.50م. والجدران مبنية من حجارة مشذبة ويتبع البناء غرفة أبعادها (11.20*3.60م) وتتصل بالجدار الشمالي، ولا نعرف حتى الآن أذا كانت مصلى أم غرفة نوم تخدم الكنيسة، وتؤرخ الكنيسة إلى القرن الخامس الميلادي (قاقيش 2007: 211).
كنيسة التلة في المنطقة A:
أنشئ البناء على مخطط البازيليكي AId وتبلغ أبعاده (19*34.50م)، وهو يتألف من صالة وسطى وجناحين ويفصل الصالة الوسطى عن كل جناح صف من ثمانية أعمدة، ويتشكل الهيكل من ثلاث محاريب نصف دائرية متجاورة وللكنيسة مجاز في الجهة الغربية وقد بنيت جدران المحراب من الحجر البازلتي والأعمدة من الحجر الكلسي والبازلتي معا، وتم استخدام الرخام والحجر لرصف أرضية الكنيسة وقد قطعت ألواح البلاط بأشكال هندسية، وقد عثر في الموقع على الآلاف من كسر القرميد المنهارة من السقف.
كما عثر في الموقع على مكعبات من الفسيفساء الزجاجية بألوان متعددة منها: الأصفر والأزرق وا أسود والذهبي، والتي كانت تغطي المحراب وجزء من الجدران، وعثر أيضا على ألواح من الرخام كانت تشكل إطارا يكسو أسفل الجدران، وتؤرخ إلى القرن السادس الميلادي، وتعود إلى حكم الإمبراطور جستيان (527- 565م) (قاقيش 2007: 235- 236).
كنيسة أم العمد المنطقة D:
أنشئ البناء على مخطط البازيليكي AId وتبلغ أبعاده (20*41م) وهي تشبه كنيسة المهد وكنيسة القيامة في فلسطين، وهو يتألف من صالة وسطى بعرض 10م وجناحين كل منهما بعرض 5م، ويفصل صفان في كل منهما 12 عمود الصالة الوسطى عن الجناحين الجانبين، ويتشكل الهيكل من ثلاثة محاريب نصف دائرية متجاورة.
كما للكنيسة شرفة أمامية بأربعة أعمدة، ورنما البناء يتكون من طابقين، كما للكنيسة ثلاثة أبواب في جدار الغربي، وبابان في جدار الشمالي وباب في الجدار الجنوبي وتم استخدام الحجر الكلسي والبازلتي في البناء، واستخدم القرميد للبناء السقف والذي قام على دعائم خشبية، وأرضية الكنيسة تم تبليطها باستخدام الرخام والحجر الكلسي المقطوع بأشكال هندسية.
و للكنيسة غرف جانبية تتصل بالجدار الجنوبي وربما كانت غرف لسكن رجال الدين أو التخزين. وعثر في أرضية الكنيسة على قطع مربعات الفسيفساء ذات اللون الذهبي والتي ربما استخدمت في تزين المحراب والجاز والجدار الشرقي، وتؤرخ الكنيسة إلى العهد أموي (661- 750م) (قاقيش 2007: 236- 237).
الكنيسة DD:
أنشئ البناء على مخطط البازيليكي DD، ويتألف من صالة وسطى وجناح وهيكل من ثلاثة محاريب متجاورة البناء وثلاثة في الجدار الغربي، وقد بلطت أرضية الكنيسة بحجارة ذات أشكال هندسية، واستخدمت الفسيفساء لتزين الهيكل وقد عثر على قطع من حاجز الهيكل في المصلى الملحق بها لتزين وعثر على أجزاء من مصابيح زجاجية كانت تعلق في الثريا لإضاءة الكنيسة (قاقيش 2007: 237).
كنيسة المنطقة E:
أنشئ البناء على مخطط البازيليكي AII ويبلغ أبعاده (23*26م)، وهو أقرب إلى شكل المربع والمكون من صالة وسطى وأربعة أجنحة تفصلها صفوف من الأعمدة، والمحراب نصف دائري بارز الشكل، ولها حنايا ومجاز في الجهة الغربية.
و تم بناء الكنيسة باستخدام الحجارة الكلسية وإسطوانات أعمدة من حجر بازلتي وتيجان كورنثية (قاقيش 2007: 323).

## أعلام
- أحمد عبيدات: رئيس الوزراء ومدير المخابرات العامة السابق.

## رياضة
في حرثا نادٍ رياضيّ يشارك بمختلف الألعاب الرياضية، وهو بطل الدوري الأردني لكرة اليد للسيدات لعدة مرات. بالإضافة إلى فريق حرثا لكرة القدم والذي تدرّج في بطولات الدوري الأردني حتى وصل إلى دوري الدرجة الثانية.